# أمهرست (كيبك)
أمهرست (بالإنجليزية: Amherst, Quebec)‏ هي بلدية محلية في كيبيك تقع في كندا في Les Laurentides Regional County Municipality. يقدر عدد سكانها بـ 1,524 نسمة ومساحتها 249.40 كم2 .